# Aqua Liner
Aqua Liner（日语： Akuarainā */?）號列車是由西日本旅客鐵道（JR西日本）營運，行走於山陰本線米子站至益田站之間的快速列車。

## 運行形態
截至廢除前的2022年3月11日，每日設有3個往返班次，行走於米子站至益田站之間。在列車最高速度方面，米子至出雲市之間為100km/h，出雲市至益田之間為90km/h（在2001年，開始使用KiHa126系開始運行當初，整個區間的最高速度為100km/h）。在2011年3月12日時間表修正前，平日早上前往益田的1班列車會從倉吉站出發。該班次在米子站前為普通列車 (225D)，米子站變為Aqua Liner(3453D) 。在該時間表修正起，前者會以米子站為終點站，後者會從米子站出發。

### 停車站
米子站 … 中途各站停車 … 出雲市站 - （西出雲站） - （江南站） - 〈小田站〉 - 〈田儀站〉  - （波根站） - 〈久手站〉 - 大田市站 - 【靜間站】 - 【五十猛站】 - 仁萬站 - 〈馬路站〉 - 【湯里站】 - 溫泉津站 - 【石見福光站】 - （黑松站） - 【淺利站】 - 江津站 - 都野津站 - 【敬川站】 - 波子站 - 【久代站】 - （下府站） - 濱田站 - 西濱田站 - 《周布站》 - 折居站 - 三保三隅站 - 岡見站 - 《鎌手站》 - 《石見津田站》 - 益田站
- 特別停車記號：
  - 部分列車停靠（　）之車站。
  - 上行1班列車停靠【　】之車站。
  - 下行1班列車停靠〈　〉之車站。
  - 上行1班列車通過《　》之車站。
- 所有列車在出雲市站至濱田站之間均停靠大田市、仁萬、溫泉津、江津、都野津和波子。除了都野津外，其他車站都是特急停車站。除了1個往返班次外，其他班次停靠黑松站和下府站。
- 上行1班(3452D)通過石見津田、鎌手和周布，在濱田站至益田站之各站停車。
- 上行1本(3454D)在大田市站前，除了馬路站外各站停車。隨後直至到達西出雲站前均不停站。在西出雲站起各站停車。這班列車是Aqua Liner唯一停靠久代、敬川、淺利、石見福光、湯里、五十猛和靜間的列車。
- 下行1本(3455D)在出雲市站至大田市站之間，除了出雲神西外各站停車。這班列車是Aqua Liner唯一停靠小田、田儀、久手和馬路的列車。

### 使用車輛
Aqua Liner主要使用後藤綜合車輛所所屬的KiHa126系0番台。但是在極少數情況下，由於車務調動安排，會改用KiHa126系10番台連結KiHa121系柴油列車，以2卡編成行走。
截至2021年10月2日時間表修正，所有列車整個區間都是一人控制。（於車內剪票與販賣車票的）車長可能會在車內乘務。由於是一人控制的關係，列車停靠部分車站時，列車前進方向的第2卡車廂之車門是不會開啟。

## 歷史
- 1985年（昭和60年）3月14日：開設行走於米子站/出雲市站至濱田站/益田站之間的快速「島根Liner」，使用KiHa58系（日语：国鉄キハ58系気動車）行走[2]。部分班次會在起/終點站變為急行「大山」、快速「若鳥Liner」或普通列車。
- 1997年（平成9年）3月22日：改名為石見Liner。
- 2001年（平成13年）7月7日：隨著山陰本線米子站至益田站之間高速化，使用車輛改為KiHa126系柴油列車，並改名為Aqua Liner。
- 2006年（平成18年）3月18日：米子站至出雲市站之間改為各站停車。
- 2015年（平成27年）3月14日：原本只有黃昏上行1班Aqua Liner列車停靠石見福光站，在實施時間表修正後，再沒有Aqua Liner列車停靠。下午1班Aqua Liner原本停靠五十猛站，在實施時間表修正後變為通過該站[3]。
- 2016年（平成28年）3月26日：在實施時間表修正，上行1班Aqua Liner開始再次停靠石見福光站。而該班次不再停靠馬路站[4]。
- 2019年（令和元年）8月：石見神樂列車在山陰地方旅遊活動後，把車身的塗裝翻新。
- 2020年（令和2年）3月14日：1個往返班次降級為普通列車。只剩下4個往返班次（包括下行一班前往濱田）。在上午上行1班列車於益田站至濱田站之間各站停車[5]。
- 2021年（令和3年）3月13日：晚上1個往返班次中，不再行走於出雲市站至濱田站之間。其餘區間變為普通列車（各站停車）。使Aqua Liner剩下3個往返班次。
- 2022年（令和4年）3月12日：所有班次降級至普通列車，Aqua Liner被廢除[6]。

## 注腳